# Old Town (sang)
"Old Town" er en sang udgivet af frontmanden fra Thin Lizzy; Philip Lynott på hans soloalbum The Philip Lynott Album fra 1982. Sangen blev skrevet om to elskende og deres brud, og indeholder klaver af Darren Wharton. I musikvideoen ses Lynott på Ha'penny Bridge i Dublin.
"Old Town" var den første sang der officielt blev spillet på en legal irsk Independent Radio. Det var den første sang, der blev spillet på Dublins Capital Radio 104.4 ved dens lancering 20. juli 1989.

## Hitlister
| Hitliste (1982) | Højeste placering |
| --------------- | ----------------- |
| Dutch GfK chart | 46                |

## Spor
- Irland: Virgin / VIS 103 (uden talt intro)
- Holland: Vertigo / 6059 580
- UK: Vertigo / SOLO 5

| Nr. | Titel      | Writer(s)                 | Længde |
| --- | ---------- | ------------------------- | ------ |
| 1.  | "Old Town" | Philip Lynott, Jimmy Bain | 3:27   |

| Nr. | Titel              | Writer(s)                                                  | Længde |
| --- | ------------------ | ---------------------------------------------------------- | ------ |
| 2.  | "Beat of the Drum" | Lynott, Jackie Daly, Johnny "Ringo" McDonagh, Brian Downey |        |

## The Corrs' version
Det keltiske folkrockband The Corrs indspillede en coverversion af sangen på deres album The Corrs Unplugged fra 1999, som var en del af MTV Unplugged-serien. Der blev indspillet en studieversion til deres album Home fra 2005.
Liveversionen blev udgivet som single med navnet "Old Town (This Boy Is Cracking Up)" i 2000 i Singapore, Belgien og Holland. I 2005 blev studieudgaven udgivet som en A-side med "Heart Like a Wheel", og var med på deres opsamlingsalbum Dreams: The Ultimate Corrs Collection fra 2006. De har også optrådt med sangen på deres In Blue Tour.

### Hitlister
| Hitliste (2000)             | Højeste placering |
| --------------------------- | ----------------- |
| Canadian Adult Contemporary | 73                |

### Spor
| Nr. | Titel                                | Writer(s)                     | Længde |
| --- | ------------------------------------ | ----------------------------- | ------ |
| 1.  | "Old Town (This Boy Is Cracking Up)" | Philip Lynott, Jimmy Bain     | 4:38   |
| 2.  | "What I Know"                        | Glenn Ballard, Siedah Garrett | 4:36   |
| 3.  | "Little Wing" (Generalprøve version) | Jimi Hendrix                  | 4:51   |